# Прохідні риби
Прохідні риби — риби, які для розмноження (нересту) мігрують з морів у річки, наприклад осетер, севрюга, оселедець чорноморський тощо), рідше — з річок у моря, наприклад вугор річковий. Внаслідок міграцій прохідних риб їх молодь розвивається в сприятливих умовах, забезпечується багата кормова база тощо. Серед деяких прохідних риб, лососевих, осетрових та інших, виділяють озимих, які зимують у річках, а навесні піднімаються по них до нерестовищ, і ярих, які заходять у річки і відразу йдуть до нерестовищ. Після нересту багато прохідних риб гинуть. Більшість прохідних риб — цінні промислові риби.